# Isaak Semjonovitsj Broek
Isaak Semjonovitsj Broek (Russisch: Исаак Семёнович Брук) (Minsk, 8 november 1902 – Moskou, 6 oktober 1974) was een computerpionier uit de Sovjet-Unie. In 1920 ging hij naar de Technische Staatsuniversiteit van Moskou waar hij 1925 zijn diploma haalde.
In 1935 ontwierp hij zijn eerste analoge computer en in 1948 stond hij mede aan de wieg van de eerste elektronische computer van de Sovjet-Unie.
In 1958 werd hij directeur van het nieuw opgerichte Instituut voor Elektronische Besturingsmachines (IECM) van de Russische Academie van Wetenschappen.